# John Alexander Armstrong
Pour les articles homonymes, voir John Armstrong et Armstrong.
John Alexander Armstrong, né le 4 mai 1922 et mort le 23 février 2010,, professeur émérite de science politique à l'université du Wisconsin-Madison.
John A. Armstrong a été très influent sur l'étude du nationalisme en général et celle du nationalisme ukrainien en particulier. Dans Nations Before Nationalism, Armstrong retrace le développement des identités nationales à partir de leurs origines dans l'Antiquité et le Moyen Âge.
En 1997, il est lauréat du prix de l'American Association for the Advancement of Slavic Studies pour  l'ensemble de ses travaux universitaires.

## Principales publications
- Ukrainian Nationalism, 1939-1945, New York, Columbia University Press, 1955, 322 p.
- The Politics of Totalitarianism: The Communist Party of the Soviet Union from 1934 to the Present, New York, Random House, 1961, 458 p.
- Soviet Partisans in World War II, University of Wisconsin Press, 1964, 812 p.
- The European Administrative Elite, Princeton University Press, 1973, 406 p.
- Ideology, Politics and Government in the Soviet Union, Thomas Nelson & Sons, 3e édition, 1974, 236 p.
- Nations Before Nationalism, University of North Carolina Press, 1982, 410 p.